# BAP Almirante Grau (CLM-81)
L'Almirante Grau era un incrociatore che, dopo avere prestato servizio nella Koninklijke Marine con il nome De Ruyter, per oltre 40 anni è stato in servizio nella Marina de Guerra del Perú in qualità di nave ammiraglia della flotta.
L'unità è stata radiata dalla marina peruviana il 26 settembre 2017.

## Hr. Ms.De Ruyter(C 801)
La costruzione dell'unità, cui venne dato il nome De Zeven Provinciën venne iniziata il 5 settembre 1939 nel cantiere Wilton-Fijenoord di Schiedam ed il nome richiamava la Repubblica delle Sette Province Unite sorta tra il 1581 ed il 1795 nei territori che oggi costituiscono i Paesi Bassi. La costruzione per la Marina Reale Olandese venne interrotta dall'occupazione tedesca dei Paesi Bassi il 10 maggio 1940 e la nave venne catturata insieme all'unità gemella Kijkduin. La loro costruzione venne proseguita dai tedeschi con delle modifiche rispetto al progetto originale, proseguendo a rilento a causa di continui sabotaggi della resistenza olandese. Il De Zeven Provinciën, ribattezzato KH1 venne varato il 24 dicembre 1944 per essere affondato allo scopo di ostruire il Nieuwe Waterweg, il canale navigabile della città di Rotterdam, ma l'azione non venne portata a termine.
La costruzione venne ripresa dopo la seconda guerra mondiale e venne completata tra il 1950 ed il 1953 entrando in servizio ribattezzato De Ruyter mentre il nome De Zeven Provinciën venne assegnato al gemello Kijkduin che era stato prima rinominato prima Eendracht e poi KH2 durante l'occupazione tedesca.

### Caratteristiche ed armamento
Le due unità ebbero delle modifiche rispetto al progetto originario, con un sistema di propulsione più potente, un secondo fumaiolo, un diverso armamento e nuove apparecchiature elettroniche. Il sistema di propulsione passò da 78000 CV ad 85000 hp e l'armamento, che nel progetto originale era di 3 torri trinate e 2 binate da 152/53mm, 2 impianti binati da 40mm e 2 lanciasiluri tripli da 533mm, venne modificato in 4 torri binate Bofors da 152/53mm, 4 torrette binate Bofors da 57/60mm e 8 cannoni Bofors 40/70 mm in impianti singoli.

### Servizio nella Koninklijke Marine
Nella Marina Olandese le due unità parteciparono a diverse esercitazioni NATO e spesso furono unità ammiraglie di diverse Task force navali. Tra il 1962 e il 1964, il De Zeven Provinciën venne sottoposto a lavori di ammodernamento nel corso dei quali venne riconvertito in incrociatore lanciamissili con la rimozione delle due torri da 152/53mm di poppa e l'installazione del sistema missilistico terra-aria Terrier, rimanendo in servizio fino al 1976 quando entrarono in servizio le due fregate della Classe Tromp, mentre la mancanza di fondi impedì che le stesse modifiche venissero effettuate sul De Ruyter che uscito di squadra sin dal 1º gennaio 1971 venne posto in disarmo il 13 ottobre 1972.

## BAPAlmirante Grau(CLM-81)
Dopo essere stato messo in disarmo il De Ruyter venne acquistato per 22.500.000 Gulden dal Perù il 7 marzo 1973 e ribattezzato Almirante Grau entrò in servizio nella nuova marina di appartenenza il 23 maggio 1973, quando il Pabellón Nacional fu issato per la prima volta a bordo dell'unità che raggiunse la sua nuova base operativa di El Callao il successivo 11 luglio.
L'acquisto avvenne in risposta a quello, da parte del Cile dell'incrociatore svedese Gota Lejon ribattezzato Almirante Latorre nella marina cilena.

Immagini della nave durante il servizio nella Marina de Guerra del Perù
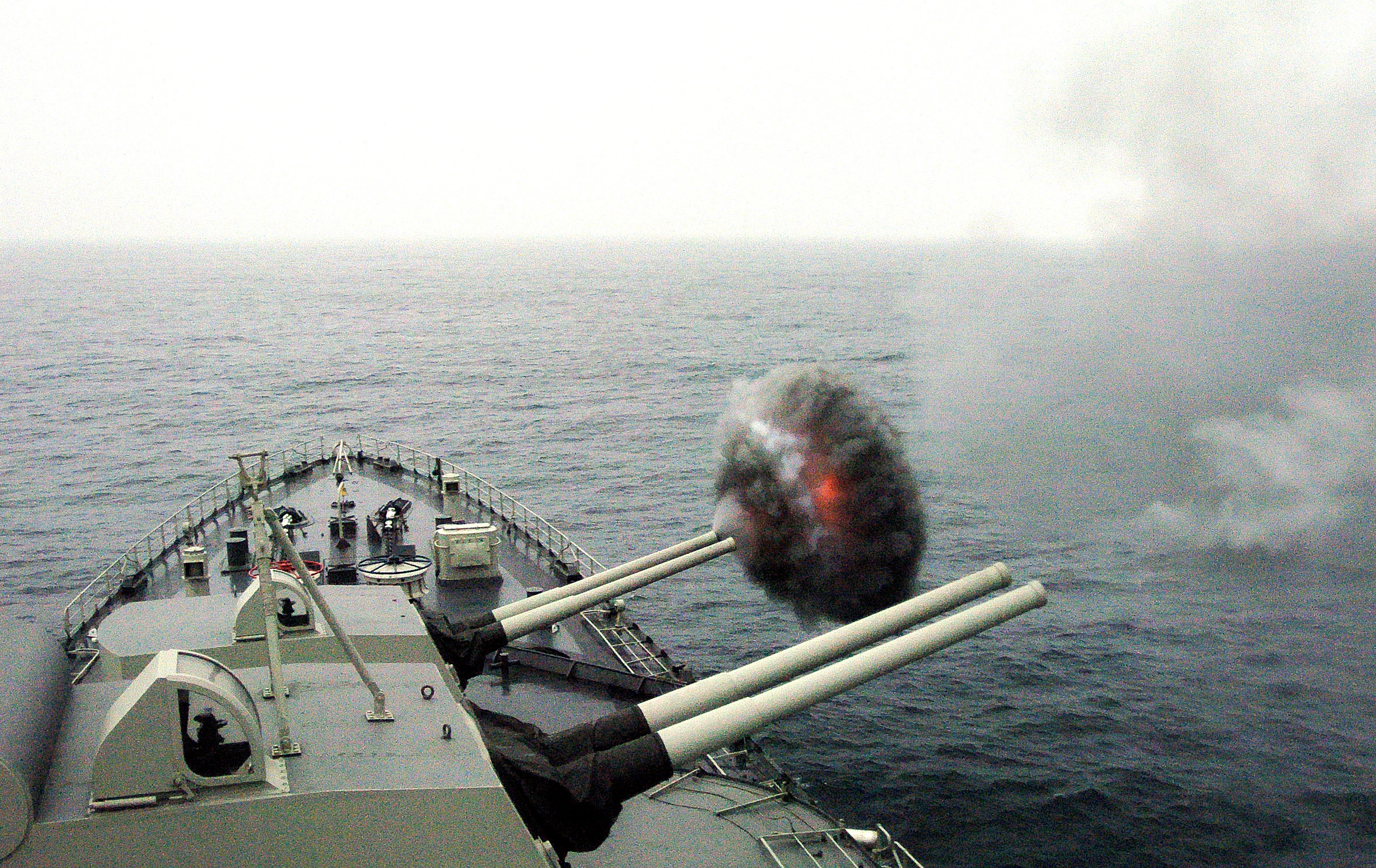
I cannoni dell'Almirante Grau nell'esercitazione UNITAS 2004
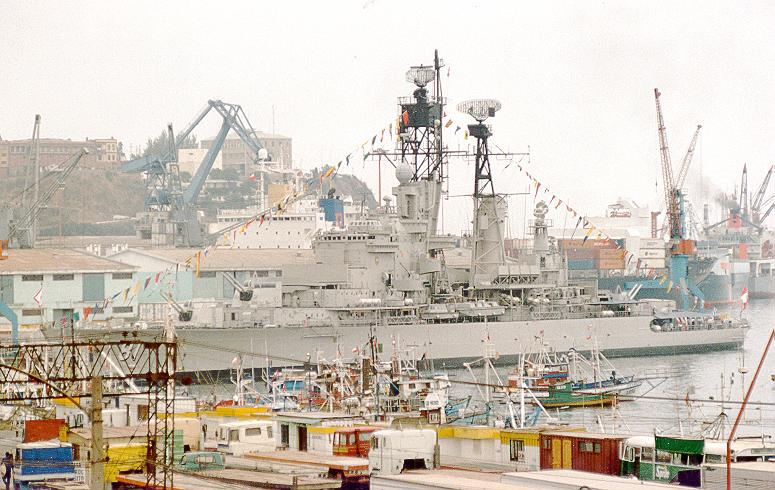
L'Almirante Grau nel 1993

L'unità sin dall'entrata in servizio nella Marina de Guerra del Perù ha avuto il ruolo di nave ammiraglia della flotta, rimpiazzando in tale ruolo una precedente unità con lo stesso nome, l'ex-HMS Newfoundland, un incrociatore della classe Crown Colony che venne a sua volta ribattezzato BAP Capitán Quiñónes.

### Modernizzazioni
Dal 1985 al 1988 rientrò nei Paesi Bassi per essere sottoposto a lavori di ammodernamento, incrociando ancora una volta il proprio destino con quello del gemello De Zeven Provinciën che, ribattezzato Aguirre, dal 1978 era entrato a far parte della Marina peruviana dopo essere stato trasformato in unità portaelicotteri.

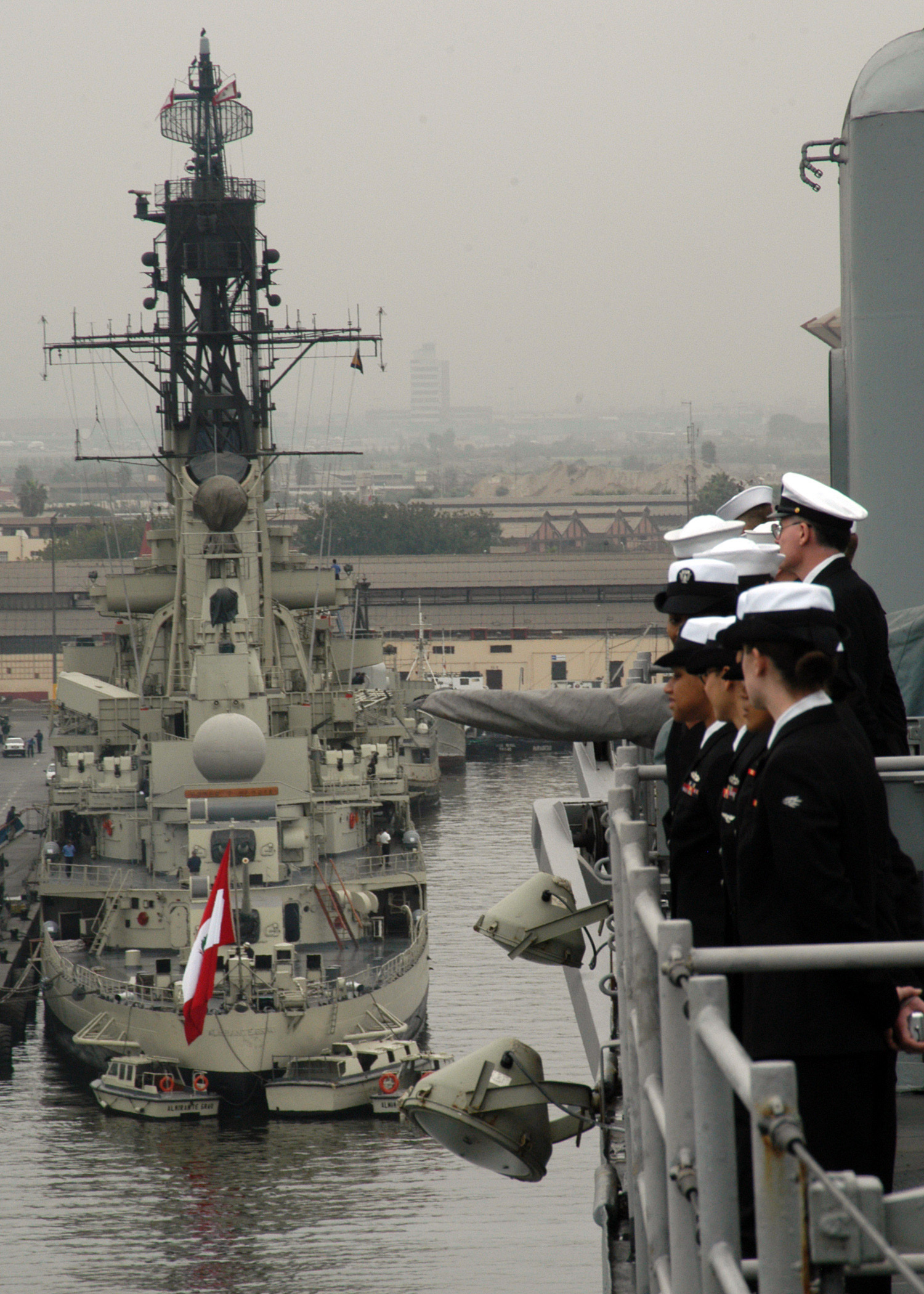
LAlmirante Grau a El Callao nel 2007

Dal 7 agosto 1986 al 15 febbraio 1988, l'Aguirre assunse temporaneamente il nome Almirante Grau ed il ruolo di nave ammiraglia della flotta.
I lavori avvenuti nell'ambito del Proyecto de Modernización 01 o PM-01 vennero effettuati nel cantiere di Amsterdam ed al termine, con il rientro in squadra dell'Almirante Grau a El Callao, le due unità ripresero i loro nomi.
I lavori di ammodernamento videro le seguenti modifiche:
- Sistema di combattimento Signaal SEWACO Foresee PE CMS
- Radar di superficie DA-08
- Radar di ricerca aerea LW-08
- Radar di navigazione Decca 1226
- Radar controllo del fuoco WM-25
- Radar controllo del fuoco STIR-240
- 2 sistemi di direzione optronica LIROD-8
- Sistema ESM Signaal Rapids
- Sistema ECM CME Scimitar
- 2 Lanciarazzi decoy Dagaie
- 1 Lanciarazzi decoy Sagaie
- Sistema data link Link Y
- Rimozione dei quattro impianti binati 57/60 mm Bofors
- Rimozione del sonar a scafo CWE-610

Ulteriori lavori di ammodernamento vennero effettuati nei cantieri SIMA (Servicio Industrial de la Marina) di El Callao. Nel 1993 vennero montati 8 lanciamissili Otomat e nel 1996 2 sistemi CIWS Dardo binati che aggiunti ai 4 cannoni singoli Bofors da 40 mm migliorarono le capacità antiaeree. Avrebbe dovuto essere dotato anche di missili terra-aria ed era inizialmente prevista l'installazione del sistema AAW Sea Wolf, mentre in un secondo momento si optò per l'Aspide, ma alla fine per problemi di disponibilità finanziaria nessun sistema missilistico antiaereo venne installato.
La nave è andata in disarmo il 26 settembre 2017 ed è stata sostituita a partire da tale data nel ruolo di nave ammiraglia dalla fregata Montero, ribattezzata Almirante Grau.

## Nome
Il nome Almirante Grau è ricorrente nelle unità della Marina de Guerra del Perù. Il nome ricorda l'ammiraglio Miguel Grau Seminario eroe della Guerra del Pacifico combattuta tra Cile e Perù alla fine del XIX secolo.
Questa è la terza unità a portare questo nome, dopo un incrociatore protetto costruito in Inghilterra, in servizio dal 1907 al 1958 e l'ex incrociatore della Royal Navy HMS Newfoundland che ha prestato servizio nella Marina peruviana con questo nome dal 1959 al 1973 e che con l'entrata in servizio dell'attuale unità venne ribattezzato BAP Capitán Quiñónes. Una quarta unità a portare questo nome fu il gemello Aguirre che assunse provvisoriamente il nome Almirante Grau durante i lavori di ammodernamento dell'Almirante Grau fino al suo rientro in squadra, quando le due unità ripresero i loro nomi.